# Janjevci
Janjevci su regionalna hrvatska manjina na Kosovu i najstarija hrvatska dijaspora. Ime su dobili po gradu Janjevu u blizini Prištine, gdje danas većina njih na Kosovu živi.

## Povijest
Potječu od trgovaca i rudara iz Dubrovnika i obližnje Bosne i Hercegovine, koji su se tijekom 14. stoljeća naselili na Kosovo. Katoličku vjeru i hrvatski identitet su uspjeli zadržati kroz stoljeća. Zvono Crkve svetog Nikole iz 1368. drugo je najstarije zvono u Hrvata. Stoljećima su ih Turci htjeli islamizirati, a poslije odlaska Turaka, bili su na udaru srpskog, ali i albanskog nacionalizma. Kad je ovaj kraj došao pod vlast Kraljevine Srbije 1912. godine, pojačali su se progoni i iseljavanja. Veći egzodusi počeli su 1948. godine.
Prvo pismeno spominjanje je 1303. godine kada papa Benedikta XII. spominje Janjevo kao središte katoličke župe Svetog Nikole. Ime Janjevo navodno su donijeli doseljenici iz sela Janjine na poluotoku Pelješcu u Hrvatskoj, a koji je u doba iseljavanja ove hrvatske zajednice bio dijelom Dubrovačke Republike.
U srpskim izvorima nalazimo i naziv Njanjevo koji dalje upućuje na Janjevo.
Preporod ovog kraja bila je obnova župne crkve u drugoj polovici 19. stoljeća i izgradnja škole u kojoj se nastava odvijala na hrvatskom jeziku.
Od 1991. nadalje, ponajprije zbog pojačanog pritiska velikosrpskog režima, provodeći etničko čišćenje, a zatim od 1998. zbog nemira na Kosovu, većina njih se iselila, ponajviše u Hrvatsku. Najviše ih je protjerano 26. veljače 1993. godine. U Hrvatskoj su im ponekad dodjeljivana od Srba napuštena i danas prazna područja.
Godine 1948. bilo je 5290 Hrvata (0,7 % stanovništva Kosova), prema službenom popisu tadašnje Jugoslavije. Godine 1971. bilo je 8264, a 1981. 8718 Hrvata na Kosovu (0,6 % stanovništva), 1991. 8062 (0,4 % ukupnog stanovništva), dok ih je 1998. bilo još samo 1800. Danas ih u Janjevu ima otprilike 350. Nemaju prava kao nacionalna manjina.
Trenutačno stanje je takvo da se na Kosovu osjećaju neugodno i ugroženo. Hrvatska u suradnji s Katoličkom Crkvom razmišlja o mogućnosti cjelovitog preseljenja u Dubrovnik i Zagreb.[nedostaje izvor]
Od srednjeg vijeka Janjevci pohode Festu svetog Vlaha i neizostavni su dio procesije u kojoj su u prepoznatljivim nošnjama. U samom Janjevu ih je ostalo tek 200, ali ih je u Kistanju oko 1300 (primjer očuvanja njihovog podrijetla se ogleda u tome što doseljenjem u Kistanje osnovali nogometni klub NK Janjevo Kistanje). Od 1300 skoro 600 ih je mlađe od 16 godina. Došli su nakon Domovinskog rata 1997. godine. Janjevo i Letnica su bile i ostale oaze katoličanstva na tim prostorima, a međusobno su udaljeni 80 km. Iznad Letnice, domicilne župe posvećene čudotvornoj Velikoj Gospi, više je manjih hrvatskih „satelita”: Šašare, Vrnez i Vrnaokolo te zaseoci Perutinović, Podrid i Zagrađe. Najviše ih je protjerano u veljači 1993. godine.
Od 4850 predratnih žitelja Letnice ostalo je samo 38 staraca, svi stariji od 70 s prosječnih 75 godina! Godinama ih je sve manje. Danas ih je više u Slavoniji: 1500 raseljeno je u općini Voćin, 1800 u općini Đulovac, a 350 u Dumačama kraj Petrinje. Ima ih i u Rijeci, Brckovljanima,  Dugom Selu i Dubravi, na Krku, u Crikvenici i Dubrovniku. Trećina od 200 žitelja Letnice su mala i školska djeca. 
Govore janjevačko-lepeničkim dijalektom, koji spada u grupu prijelaznih štokavskih, odnosno torlačkih govora.

## Podrijetlo rodova
Rodoslovlje se prenosilo usmenom predajom, s koljena na koljeno, a predaja koju je zapisao povjesničar Nikola Čolak, rođen u Janjevu, govori sljedeće:
Iz Dubrovnika i okolice su:
Glasnovići: najveći i najstariji rod u Janjevu. 
Macukići: iz Dubrovnika.
Čifit-Kolići: Znaju samo da su iz Dalmacije. Slučajno ili ne, čifit je turska riječ za Židove. Ovaj rod ne zna ništa o tome.
Katići: iz nekih mjesta Dalmacije. Ne tako velik broj u Janjevu i njegovoj okolici.
Rodovi doseljeni za vrijeme turske vladavine:
Ćibarići: Podrijetlom iz Dubrovnika, u Janjevo preselili iz Skoplja.
Matići: Podrijetlom iz Dubrovnika ili Hercegovine, u Janjevo preselili iz Kratova u Makedoniji.
Ivanovići (Magarevići): Podrijetlom iz Dubrovnika, u Janjevo preselili iz Kratova u Makedoniji.
Iz Bosne i Hercegovine su:
Brkići: Danas se smatraju za Dubrovčane, ali starija tradicija je da su iz okolice Širokog Brijega. Zna se da su došli poslije pada Srbije pod Turke.
Ivanovići: Iz Gračanice u Bosni.
Iz obližnjih mjesta i krajeva:
Mitrovići: Iz Peći u Metohiji. 
Gečevići: Iz Kačanika na jugu Kosova.
Brajsovčani: Iz sela Brasaljce u novobrdskom kraju istočno od Janjeva.
Đurići: Iz nekog sela blizu Janjeva, ali ne znaju kojeg. Tvrde da su u Janjevu od prije njegovog pada pod Turke. Misli se da su nekad bili pravoslavci.
Krstići: Rod s pravoslavnim Đorgovićima iz sela Labljane kod Peći. Predak Marko došao polovicom XIX. stoljeća sa ženom i dva sina prešao s pravoslavlja na katoličanstvo.
Iz sjeverne Albanije:
Mazarekići ili Golomejići: Iz oblasti Mazreka u sjevernoj Albaniji.
Berišići: Iz ti fisa (plemena) Beriša u sjevernoj Albaniji.
Iljini: Iz Skadra.
Rodići: Iz Movljana kod Prizrena. Pred kraj XIX. stoljeća su stariji članovi roda još znali albanski.
Nepoznatog podrijetla su:
Palići: Stari su rod u mjestu, imaju tri verzije podrijetla. Po jednoj su iz Dubrovnika, po drugoj iz sjeverne Albanije (ova se oslanja na prezime; Palj je albanska verzija imena Pavao), a po trećoj iz susjednog sela Sušice.
Treba imati na umu da su se od 1935. od mnogih janjevačkih rodova odvojili ogranci koji su uzeli nova prezimena. Tako su se od Palića odvojili Matići i Rucići, od Berišića se odvojili Ancići, od Glasnovića se odvojili Tomkići, Topalovići i Gucići.

## Poznate osobe
- Nikola Čolak, hrv. povjesničar
- Stanka Gjurić, hrv. pjesnikinja i filmska autorica
- Josip Glasnović, hrv. športski strijelac, olimpijski pobjednik u trapu
- Anton Glasnović, hrv. športski strijelac, europski pobjednik u trapu
- Djordjija Palić, hrv. pjevačica
- Kornelija Palić, hrv. pjevačica
- Željko Glasnović, hrvatski general i političar podrijetlom iz Janjeva
- Marija Glasnović, prva učiteljica na Kosovu
- Serafin Kodić Glasnović, blaženik Katoličke Crkve, mučenik
- Fra Ivan Matić, voditelj Kuće susreta Tabor
- Marijan Brkić, skladatelj, aranžer, producent i gitarist, poznat po svom djelovanju u sastavima Prljavo kazalište i Parni valjak
- Mario Petreković hrvatski radijski i TV voditelj, komičar i glumac.
- Zef Gashi, kosovsko-albanski salezijanac, svećenik, barski nadbiskup i primas Srbije.
- Ambrozije Matušić SDB, janjevsko-hrvatski salezijanac, svećenik, dva mandata bio provincijal Hrvatske salezijanske provincije, koja se prostire po Hrvatskoj te Bosni i Hercegovini.
- Petar Palić, mostarsko-duvanjski biskup i apostolski upravitelj trebinjsko-mrkanski i hrvatski
- Matija Gečević Khan, hrv. reper, tekstopisac, glazbeni producent, autor i TV voditelj
- Roko Glasnović, dubrovački biskup

## Vanjske poveznice
- http://www.unizd.hr/odjeli/geografija/Geoadria/Geo%209-1/Siljkovic-Glamuzina%209-1.pdf  Arhivirana inačica izvorne stranice od 27. rujna 2007. (Wayback Machine)
- http://www.zvonik.org.yu/1041/ZV03.html  Arhivirana inačica izvorne stranice od 3. travnja 2008. (Wayback Machine)
- https://web.archive.org/web/20040509075226/http://www.hrt.hr/arhiv/hrvati_u_svijetu/izbor_iz_emisija/11-99/hrvati_s_kosova_eng.html